# Peltaria emarginata
Peltaria emarginata là một loài thực vật có hoa trong họ Cải. Loài này được (Boiss.) Hausskn. mô tả khoa học đầu tiên năm 1893.